# Smuklikowate właściwe

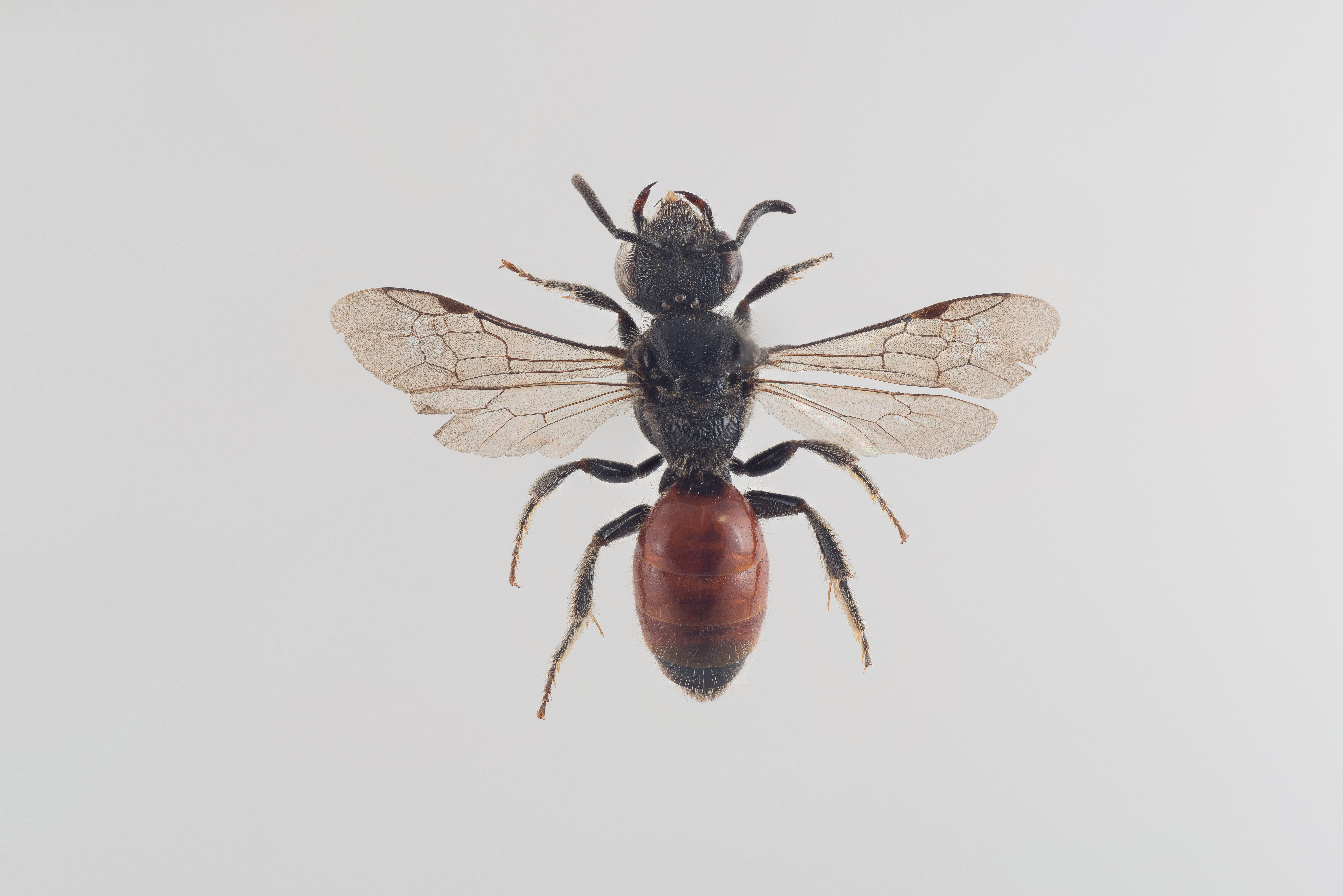
Sphecodes ephippius

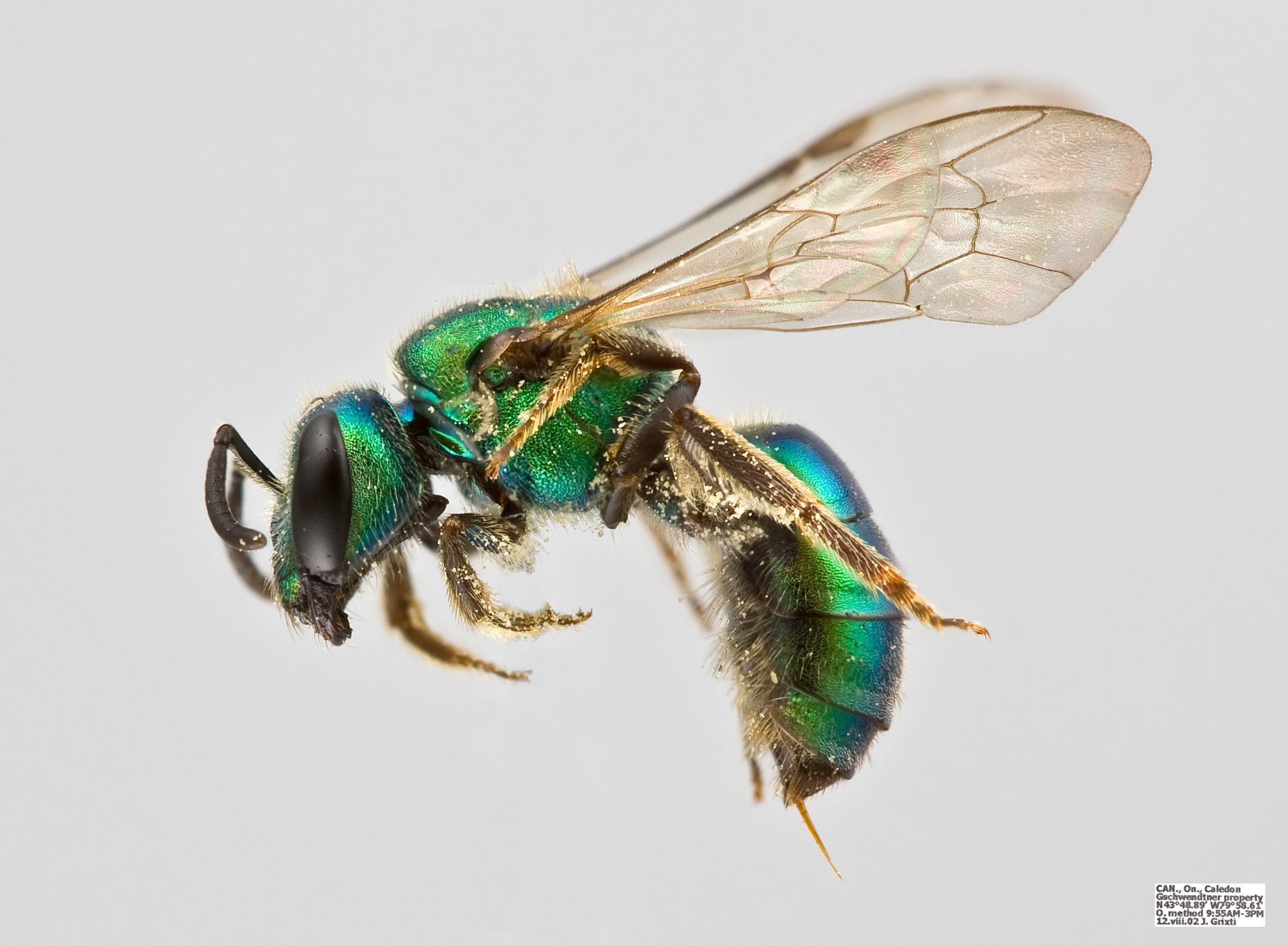
Samica Augochlora pura

Smuklikowate właściwe (Halictinae) – podrodzina owadów z rzędu błonkoskrzydłych, nadrodziny pszczół i rodziny smuklikowatych.

## Opis
Pszczoły małych i średnich rozmiarów, w większości ciemno ubarwione. Samice gatunków niekleptopasożytniczych mają wargę górną o wierzchołku wydłużonym w silny wyrostek otoczony grubymi szczecinkami i zaopatrzony w silny kil po stronie grzbietowej. Tułów cechuje się wyraźnymi, skierowanymi silnie ku dołowi rowkami episternalnymi, sięgającymi za poziom rowków skrobalnych. Użyłkowanie skrzydła charakteryzuje się spiczastym lub drobno ściętym wierzchołkiem komórki marginalnej oraz silnie zakrzywioną, zwłaszcza w pobliżu nasadowego lub szczytowego końca żyłką bazalną. Samce, z wyjątkiem rodzaju Urohalictus, mają małe, poprzeczne, słabo zesklerotyzowane sternity siódmy i ósmy; ten drugi często nosi niewielki wyrostek środkowo-wierzchołkowy i nasadowe spiculum. U większości samic fimbria przedpygidialna podzielona jest pośrodku podłużnym, trójkątnym obszarem nagiego lub delikatnie i krótko owłosionego oskórka. U samic kleptopasożytniczych obszar ten może być słabo zaznaczony lub całkiem zanikły. Samice form niekleptopasożytniczych mają dobrze rozwinięte skopy na udach i krętarzach oraz penicilusy na tylnych nadstopiach.

## Biologia i ekologia
Przedstawiciele podrodziny gniazdują głównie w glebie, często w dużych koloniach, rzadziej w martwym drewnie. Gniazdo może składać się z korytarza głównego i korytarzy bocznych zakończonych pojedynczymi komórkami lub (rzadziej) seriami komórek lub tylko jednego korytarza, od którego odchodzą komórki pojedynczo, seriami lub klastrami. Niekiedy klastry budowane są w jamkach i otoczone pustą przestrzenią. Same komórki są dwubocznie symetryczne w przekroju strzałkowym i od góry bardziej wypukłe niż od spodu. Niektóre smuklikowate, jak rodzaj nęczyn (Sphecodes), nie budują własnych gniazd, ale są kleptopasożytami gniazdowymi innych pszczół, w tym innych smuklikowatych.  
Wśród pszczół tych spotyka się zarówno samotnictwo, jak i szerokie spektrum zachowań społecznych, od subsocjalnych po eusocjalne. U gatunków eusocjalnych rodzina może zawierać od dwóch do kilkuset osobników. W najbardziej zaawansowanych systemach występują kasty królowych i robotnic. W systemach bardziej prymitywnych nie występuje trwały podział obowiązków, a np. u Halictus ligatus hierarchia w rodzinie ustalana jest z użyciem zachowań agresywnych. Niektóre gatunki potrafią być społeczne lub samotne w zależności od warunków. Największą różnorodność zachowań wykazuje smuklik sześciopasy: w Europie Środkowej tworzy agregacje samotnic, podczas gdy w południowej Grecji tworzyć może stadne kolonie lub właściwe społeczności z podziałem na królowe i robotnice.
Do podrodziny należą gatunki wydające jedno, jak i więcej pokoleń w ciągu roku, polilektyczne, jak i oligolektyczne. Do tych ostatnich należy m.in. podrodzaj Lasioglossum (Sphecodogastra), w całości wyspecjalizowany w wiesiołkowatych. U większości gatunków zimują dorosłe samice, przechowujące nasienie samców w spermatekach.

## Rozprzestrzenienie
Podrodzina rozsiedlona kosmopolitycznie. Z Polski wykazano 90 gatunków należących do 5 rodzajów (zobacz też: smuklikowate Polski).

## Systematyka i filogeneza
|  | łusarkowate                                                           |
|  |                                                                       |
|  | \| \| Nomioidinae \| \| \| \| \| \| smuklikowate właściwe \| \| \| \| |
|  |                                                                       |
|  | Nomioidinae                                                           |
|  |                                                                       |
|  | smuklikowate właściwe                                                 |
|  |                                                                       |

|  | Nomioidinae           |
|  |                       |
|  | smuklikowate właściwe |
|  |                       |

|  | łusarkowate                                                           |
|  |                                                                       |
|  | \| \| Nomioidinae \| \| \| \| \| \| smuklikowate właściwe \| \| \| \| |
|  |                                                                       |
|  | Nomioidinae                                                           |
|  |                                                                       |
|  | smuklikowate właściwe                                                 |
|  |                                                                       |

|  | Nomioidinae           |
|  |                       |
|  | smuklikowate właściwe |
|  |                       |

|  | Stenotritidae |
|  |               |
|  | lepiarkowate  |
|  |               |

|  | łusarkowate                                                           |
|  |                                                                       |
|  | \| \| Nomioidinae \| \| \| \| \| \| smuklikowate właściwe \| \| \| \| |
|  |                                                                       |
|  | Nomioidinae                                                           |
|  |                                                                       |
|  | smuklikowate właściwe                                                 |
|  |                                                                       |

|  | Nomioidinae           |
|  |                       |
|  | smuklikowate właściwe |
|  |                       |

|  | łusarkowate                                                           |
|  |                                                                       |
|  | \| \| Nomioidinae \| \| \| \| \| \| smuklikowate właściwe \| \| \| \| |
|  |                                                                       |
|  | Nomioidinae                                                           |
|  |                                                                       |
|  | smuklikowate właściwe                                                 |
|  |                                                                       |

|  | Nomioidinae           |
|  |                       |
|  | smuklikowate właściwe |
|  |                       |

|  | Stenotritidae |
|  |               |
|  | lepiarkowate  |
|  |               |

Wyniki opublikowanej w 2013 przez Hedtke, Patiny i Danfortha filogenetycznej analizy molekularnej wskazują, że smuklikowate właściwe stanowią grupę siostrzaną dla Nomioidinae.
Podrodzinę tę dzieli się na dwa plemiona: Augochlorini i Halictini.
W zapisie kopalnym smuklikowate właściwe znane są od eocenu.